# Stoob
Stoob (węg. Csáva, burg.-chorw. Štuma) – gmina targowa w Austrii, w kraju związkowym Burgenland, w powiecie Oberpullendorf. 1 stycznia 2014 liczyła 1,42 tys.  mieszkańców.